# 水郷県立自然公園
水郷県立自然公園（すいごうけんりつしぜんこうえん）は三重県北部の水郷地帯に広がる県立自然公園。桑名市と桑名郡木曽岬町にまたがる公園で、面積は6,842haである。1953年（昭和28年）10月1日に三重県が指定した。
2003年（平成15年）の観光入込客数は約628.8万人で、三重県では伊勢志摩国立公園に次いで観光客が多い。

## 概要

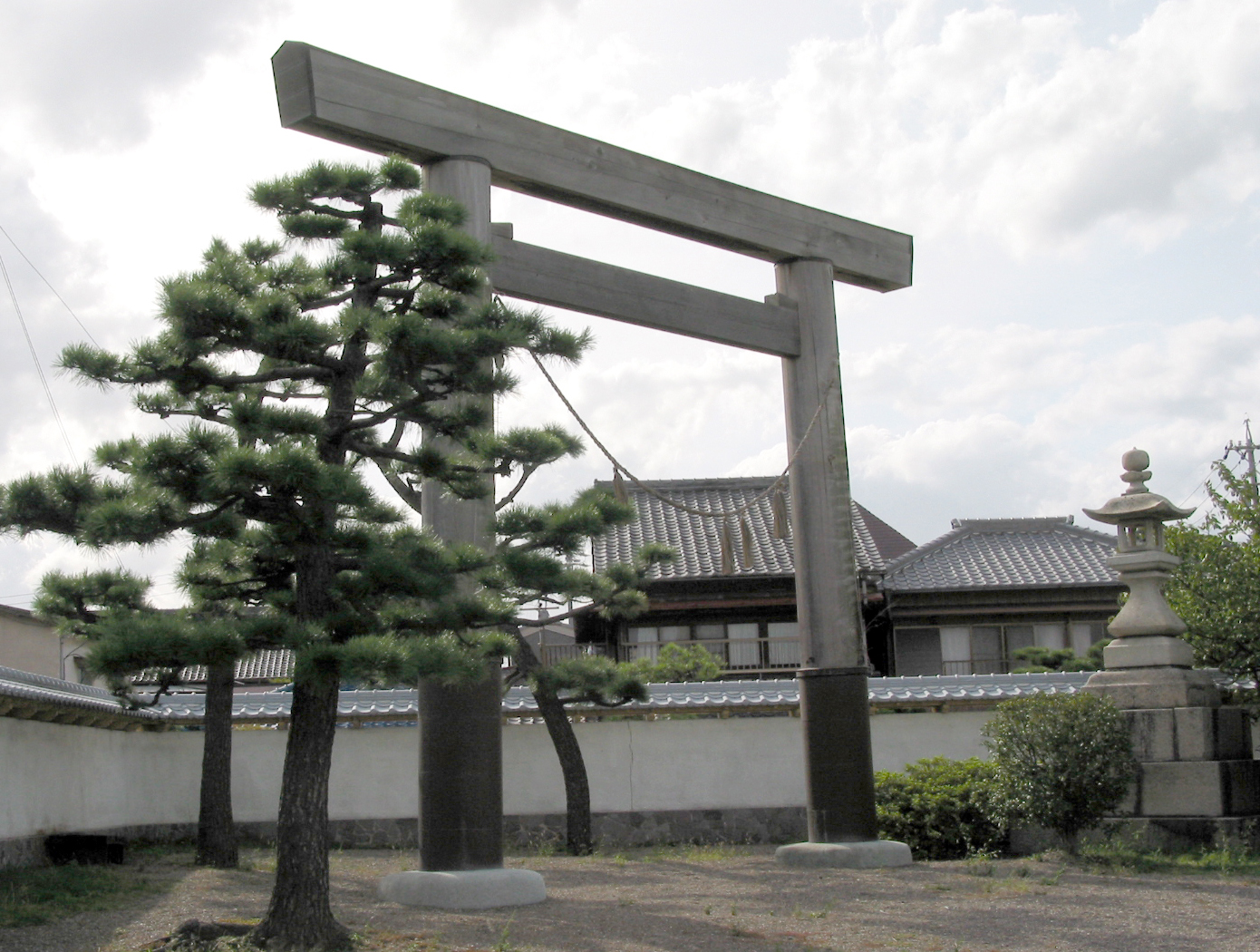
七里の渡し跡

いわゆる木曽三川の河口付近、輪中地帯の公園である。この地域は長い間水害と闘ってきたため、防潮林として海岸に松林が並んでいるほか、数々の水害対策の遺構が残されており、観光資源となっている。また東海道・七里の渡しの伊勢国側の船着場跡があり、隣接する桑名宿は大いに賑わった。

## 主な観光地
七里の渡し跡の住吉浦（すみよしうら）には渡し跡の石堤が残るほか、石灯籠や鳥居があり、周囲にはデルタ地帯の風景が広がる。近年は長島観光開発株式会社による桑名郡長島町（現・桑名市長島町）の観光開発が行われ、名古屋近郊の観光スポットとして人気を集めている。
桑名市

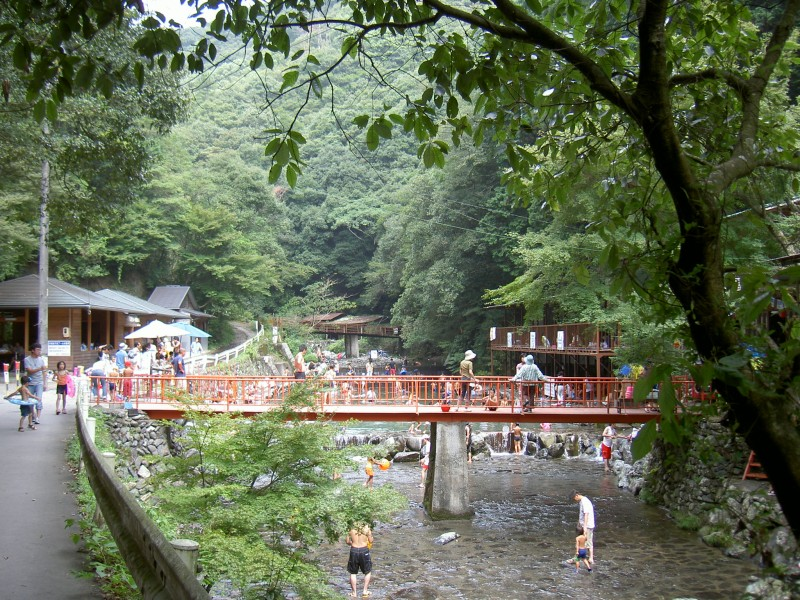
多度峡

桑名市#名所・旧跡・観光スポット・祭事・催事も参照。
- 国営木曽三川公園（愛知県・岐阜県にまたがる）
- ナガシマスパーランド
  - 長島温泉
  - ジャズドリーム長島
- なばなの里
- 多度大社 - 上げ馬神事で知られる。
- 多度山
- 多度峡
- 七里の渡し跡
- 九華公園 - 桑名城

木曽岬町
- 木曽岬干拓地

## 参考資料
- 人文社観光と旅編集部『県別シリーズ25 郷土資料事典 三重県・観光と旅』人文社、1968年7月10日
- 観光三重